# کلوان (اوکراین)
کلوان (اوکراین) (به لاتین: Klevan) یک زیستگاه انسانی در اوکراین است که در استان ریونه واقع شده‌است.

## خصوصیات
کلوان ۷٬۴۷۰ نفر جمعیت دارد و ۲۱۸ متر بالاتر از سطح دریا واقع شده‌است.